# チェーザレ・シエピ

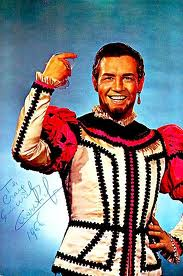
チェーザレ・シエピ

チェーザレ・シエピ（Cesare Siepi, 1923年2月10日-2010年7月5日）は、20世紀のイタリア・オペラ界を代表するバス歌手。

## 人物
奥行きの深い声を響かせると共に、バス歌手としては稀有な軽やかで柔軟な歌唱を両立した美声と優れたテクニックで、あらゆる役柄において高い音楽性に裏打ちされた解釈を聞かせた。長身の舞台映えする外見も含めて、世紀のドン・ジョヴァンニとして今なお理想的な歌手と目する人も多い。

## 生涯
ミラノに生まれる。少年期から生地のマドリガル･グループに参加し、オルガン奏者としても高名なチェーザレ・キエーザに師事（同門にジュゼッペ・ディ・ステファノがいた）するなどし、1941年に18歳でフィレンツェでの声楽コンクールに優勝する。コンクールの直後に北イタリアのスキオで「リゴレット」のスパラフチーレ役でデビューする機会を得るが、ドイツ軍の占領によりスイスのティチーノ州に亡命した。スイスでは合唱指揮者で作曲家でもあったアルナルド・フィリペッロの下で更なる研鑽を積み、来るべき戦後の活躍に備えた。
1946年1月のヴェネツィアのフェニーチェ劇場でのヴェルディの「ナブッコ」のザッカリア役で大成功を収めると、同年2月にはトリエステのヴェルディ劇場でのヴェルディの「アイーダ」のラムフィス役、同年3月にはミラノのスカラ座主催のコンサートのソリストとしてデビューした。その後スカラ座には立て続けに出演することとなり、同年8月にはヴェルディの「アイーダ」のラムフィス役、さらには12月の「ナブッコ」のザッカリア役ではシーズン開幕公演の主役級の役を務めるなど、瞬く間に第一級のバス歌手としての評価を固めた。翌1947年1月2日のピツェッティの「黄金」の世界初演に参加した他、1948年6月10日のスカラ座における作曲家のアッリーゴ・ボーイト没後30周年記念公演では、アルトゥーロ・トスカニーニの指揮の下、「メフィストーフェレ」の表題役、「ネローネ」のシモン・マーゴ役で出演しており、実況録音も残されている。1949年にはフルトヴェングラー指揮のベートーヴェンの第9交響曲のソリストも務めている他、1950年9月のスカラ座のイギリス引っ越し公演には、デ・サバタ指揮の「ファルスタッフ」のピストラ役やヴェルディの「レクイエム」、カンテッリ指揮のモーツァルトの「レクイエム」のソリストとしても参加ししている。
1950年11月6日には、マッカーシズムの影響でボリス・クリストフのアメリカ入国が困難になったことを受け、急遽ニューヨークのメトロポリタン歌劇場にヴェルディの「ドン・カルロ」のフィリッポ2世役でデビューする。全米にTV中継もされた初日の公演は大評判を呼び、続けてロッシーニの「セヴィリアの理髪師」のドン・バジーリオ役、グノーの「ファウスト」のメフィストフェレ役でも成功を収め、以後同劇場には1973年まで18の役柄で488回の出演記録を残している。また、METデビュー直後の1951年1月27日には、カーネギー・ホールでのヴェルディ没後50周年記念のトスカニーニ指揮の「レクイエム」にソリストとして参加している。
1953年にはザルツブルク音楽祭にフルトヴェングラー指揮によるモーツァルトの「ドン・ジョヴァンニ」公演の表題役として招かれた。翌年にも再演されるなど大評判を取り、パウル・ツィンナー監督による映画製作も行われた。同音楽祭ではフルトヴェングラー没後の1956年にもミトロプーロス指揮の下でも同役を歌うなど、ドン・ジョヴァンニ歌いとしての名声を確立した。1956年はモーツァルトの生誕200周年であったことから、ワルター指揮の「レクイエム」のソリストも務めている他、レオ・タウブマンのピアノ伴奏によるソロ・リサイタルを開いている（ORFEOレーベル等からライブ録音が発売されている）。
1962年1月にはコヴェントガーデン王立歌劇場に「ドン・カルロ」でデビューし、続けて2月には「ドン・ジョヴァンニ」にも出演したが、同年5月に突如ブロードウェイ・ミュージカルに進出し、ミルトン・シェイファーによる「ブラヴォ・ジョヴァンニ」の主役を務めたが、上演回数は76回で終わった。
1963年4月には、METと並ぶホームグラウンドとなるウィーン国立歌劇場に「ドン・カルロ」でデビューした。同劇場には1981年まで170回登場している。中にはワーグナーの「パルジファル」のグルネマンツのドイツ語での歌唱も含まれる。シエピの半世紀以上の長きに渡る歌手人生は、1994年11月13日のウィーンでのベッリーニの「ノルマ」のオロヴェーゾ役で幕を閉じた。
2010年7月5日、アメリカ合衆国ジョージア州アトランタにて逝去。87歳没。

## ディスコグラフィ
レコード録音はイタリア・オペラを中心にデッカ、チェトラ、RCA、CBS（SONY）などに残している。中にはコール・ポーターの曲集、自身を主役にしたミュージカルも含まれる。
- モーツァルト：　「フィガロの結婚」　エーリヒ・クライバー指揮（デッカ）
- モーツァルト：　「ドン・ジョヴァンニ」　ヨーゼフ・クリップス指揮（デッカ）、エーリヒ・ラインスドルフ指揮（RCA）
- ベートーヴェン：　「ミサ・ソレムニス」　ユージン・オーマンディ指揮（CBS）
- ロッシーニ：　「セビリアの理髪師」　アルベルト・エレーデ指揮（デッカ）
- ドニゼッティ：　「ランメルモールのルチア」　ジョン・プリッチャード指揮（デッカ）
- ベッリーニ：　「夢遊病の女」　フランコ・カプアーナ指揮（チェトラ）
- ヴェルディ：　「リゴレット」　アルベルト・エレーデ指揮（デッカ）、ニーノ・サンツォーニョ指揮（デッカ）
- ヴェルディ：　「運命の力」　フランチェスコ・モリナーリ＝プラデッリ指揮（デッカ）
- ヴェルディ：　「レクイエム」　トスカニーニ指揮（RCA）、デ・サバタ指揮（EMI）
- グノー：　「ファウスト」　ファウスト・クレヴァ指揮（CBS）
- ポンキエッリ：　「ラ・ジョコンダ」　ジャナンドレア・ガヴァッツェーニ指揮（デッカ）
- ボーイト：　「メフィストーフェレ」　トゥリオ・セラフィン指揮（デッカ）
- プッチーニ：　「ラ・ボエーム」　ガブリエーレ・サンティーニ指揮（チェトラ）、トゥリオ・セラフィン指揮（デッカ）
- ラフマニノフ：　「けちな騎士（第2幕）」　トーマス・シャーマン指揮（CBS）
- モンテメッツィ：　「三人の王の愛」　ネルロ・サンティ指揮（RCA）
- ミルトン・シェイファー：　「ブラヴォ・ジョヴァンニ」　アントン・コッポラ指揮（CBS）

## レパートリー
初役年は確認できた出演記録の中で最も古い年
| 作曲家                 | 曲名                                    | 役                         | 初役年 | 上演場所                   | 備考                                 |  |
| ---------------------- | --------------------------------------- | -------------------------- | ------ | -------------------------- | ------------------------------------ |  |
| ヴェルディ             | リゴレット                              | スパラフチレ               | 1941   | スキオ                     |                                      |  |
| ヴェルディ             | ナブッコ                                | ザッカリア                 | 1946   | フェニーチェ劇場           |                                      |  |
| ヴェルディ             | エルナーニ                              | シルヴァ                   | 1946   | フェニーチェ劇場           |                                      |  |
| ヴェルディ             | アイーダ                                | ラムフィス                 | 1946   | トリエステ・ヴェルディ劇場 |                                      |  |
| ヴェルディ             | 運命の力                                | グァルディアーノ神父       | 1946   | スカラ座                   |                                      |  |
| ポンキエッリ           | ラ・ジョコンダ                          | アルヴィーゼ               | 1946   | トリエステ・ヴェルディ劇場 |                                      |  |
| ドニゼッティ           | アンナ・ボレーナ                        | エンリーコ8世              | 1947   | リセウ大劇場               | 近代蘇演                             |  |
| ピツェッティ           | 黄金                                    | Nonno Innocenzo            | 1947   | スカラ座                   | 世界初演                             |  |
| ワーグナー             | ニュルンベルクのマイスタージンガー      | ポーグナー                 | 1947   | スカラ座                   | イタリア語上演                       |  |
| ベッリーニ             | 清教徒                                  | ジョルジョ                 | 1947   | サン・カルロ劇場           |                                      |  |
| ヴェルディ             | ドン・カルロ                            | 宗教裁判長                 | 1947   | スカラ座                   |                                      |  |
| サン＝サーンス         | サムソンとデリラ                        | 老ヘブライ人               | 1947   | スカラ座                   | イタリア語上演                       |  |
| ドニゼッティ           | ランメルモールのルチア                  | ライモンド                 | 1947   | スカラ座                   |                                      |  |
| ドニゼッティ           | ラ・ファヴォリータ                      | バルダッサーレ             | 1947   | サン・カルロ劇場           |                                      |  |
| プッチーニ             | ラ・ボエーム                            | コッリーネ                 | 1947   | スカラ座                   |                                      |  |
| マスネ                 | マノン                                  | デ・グリュー伯爵           | 1947   | スカラ座                   | イタリア語上演                       |  |
| グノー                 | ファウスト                              | メフィストフェレ           | 1948   | トリエステ・ヴェルディ劇場 | イタリア語上演                       |  |
| ベッリーニ             | ノルマ                                  | オロヴェーゾ               | 1948   | フィレンツェ市立劇場       |                                      |  |
| ボーイト               | メフィストーフェレ                      | メフィストーフェレ         | 1948   | スカラ座                   | 全曲は1950年ブレーシャ               |  |
| ボーイト               | ネローネ                                | シモン・マーゴ             | 1948   | スカラ座                   | 抜粋                                 |  |
| トマ                   | ミニョン                                | ロタリオ                   | 1948   | フェニーチェ劇場           | イタリア語上演                       |  |
| ワーグナー             | パルジファル                            | グルネマンツ               | 1949   | ローマ歌劇場               | イタリア語上演                       |  |
| ヴェルディ             | シモン・ボッカネグラ                    | フィエスコ                 | 1949   | ローマ歌劇場               |                                      |  |
| ウェーバー             | 魔弾の射手                              | カスパー                   | 1949   | ボローニャ市立劇場         | イタリア語上演                       |  |
| ロッシーニ             | セビリアの理髪師                        | ドン・バジリオ             | 1949   | ベジャス・アルテス宮殿     |                                      |  |
| ヘンデル               | エジプトのジュリアス・シーザー          | ジュリオ・チェーザレ       | 1950   | ポンペイ野外劇場           |                                      |  |
| ヴェルディ             | ファルスタッフ                          | ピストラ                   | 1950   | スカラ座                   |                                      |  |
| ヴェルディ             | ドン・カルロ                            | フィリッポ2世              | 1950   | メトロポリタン歌劇場       |                                      |  |
| モーツァルト           | フィガロの結婚                          | フィガロ                   | 1951   | メトロポリタン歌劇場       |                                      |  |
| モーツァルト           | ドン・ジョヴァンニ                      | ドン・ジョヴァンニ         | 1952   | メトロポリタン歌劇場       |                                      |  |
| ラフマニノフ           | けちな騎士                              | 男爵                       | 1952   | CBS                        | 2幕のみ、英語版                      |  |
| ベッリーニ             | 夢遊病の女                              | ロドルフォ                 | 1953   | RAIトリノ                  | 舞台では1955年のアメリカ・オペラ協会 |  |
| ムソルグスキー         | ボリス・ゴドゥノフ                      | ボリス・ゴドゥノフ         | 1953   | メトロポリタン歌劇場       | 英語上演                             |  |
| ベートーヴェン         | フィデリオ                              | ドン・フェルナンド         | 1960   | メトロポリタン歌劇場       |                                      |  |
| ミルトン・シェイファー | ブラヴォ・ジョヴァンニ                  | ジョヴァンニ・ヴェントーリ | 1962   | ブロードハースト劇場       | ミュージカル                         |  |
| リチャード・ロジャース | 南太平洋                                | ジョセフ・ケーブル中尉     | 1963   | サンダーバード劇場         | ミュージカル                         |  |
| モーツァルト           | 魔笛                                    | ザラストロ                 | 1963   | メトロポリタン歌劇場       | 英語上演                             |  |
| ムソルグスキー         | ホヴァーンシチナ                        | ドシフェイ                 | 1973   | RAIローマ                  | イタリア語上演                       |  |
| ロッシーニ             | モゼ                                    | モゼ                       | 1974   | フェニーチェ劇場           |                                      |  |
| モンテヴェルディ       | ポッペーアの戴冠                        | セネカ                     | 1977   | RAIナポリ                  |                                      |  |
| モンテメッツィ         | 三人の王の愛                            | アルキバルド               | 1977   | RCA                        |                                      |  |
| ドニゼッティ           | マリン・ファリエロ                      | マリン・ファリエロ         | 1977   | RAIミラノ                  |                                      |  |
| バートン・レイン       | カルメリーナ                            | ジョヴァンニ・ヴェントーリ | 1979   | セント・ジェームズ劇場     | ミュージカル                         |  |
| アレヴィ               | ユダヤの女                              | ブロニ枢機卿               | 1981   | ウィーン国立歌劇場         |                                      |  |
| ヴェルディ             | イェルサレム                            | ロジェ                     | 1985   | パルマ王立劇場             |                                      |  |
| フランク               | 至福                                    | -                          | 1946   | RAIトリノ                  |                                      |  |
| ベートーヴェン         | 交響曲第9番                             | -                          | 1949   | スカラ座                   |                                      |  |
| ヴィヴァルディ         | 3声のセレナータ「祝されたセーナ」RV.693 |                            | 1949   | シエーナ・キジアーナ音楽院 | 近代蘇演                             |  |
| ヴェルディ             | レクイエム                              | -                          | 1950   | スカラ座                   |                                      |  |
| モーツァルト           | レクイエム                              | -                          | 1950   | スカラ座                   |                                      |  |
| ストラデッラ           | 聖ジョヴァンニ・バッティスタ            | -                          | 1950   | ペルージャ・聖ピエトロ教会 |                                      |  |
| バッハ                 | マタイ受難曲                            | -                          | 1950   | スカラ座                   |                                      |  |
| ベートーヴェン         | ミサ・ソレムニス                        | -                          | 1967   | CBS                        |                                      |  |
| ロッシーニ             | 小荘厳ミサ                              | -                          | 1977   | スカラ座                   |                                      |  |